# 泗岩沫

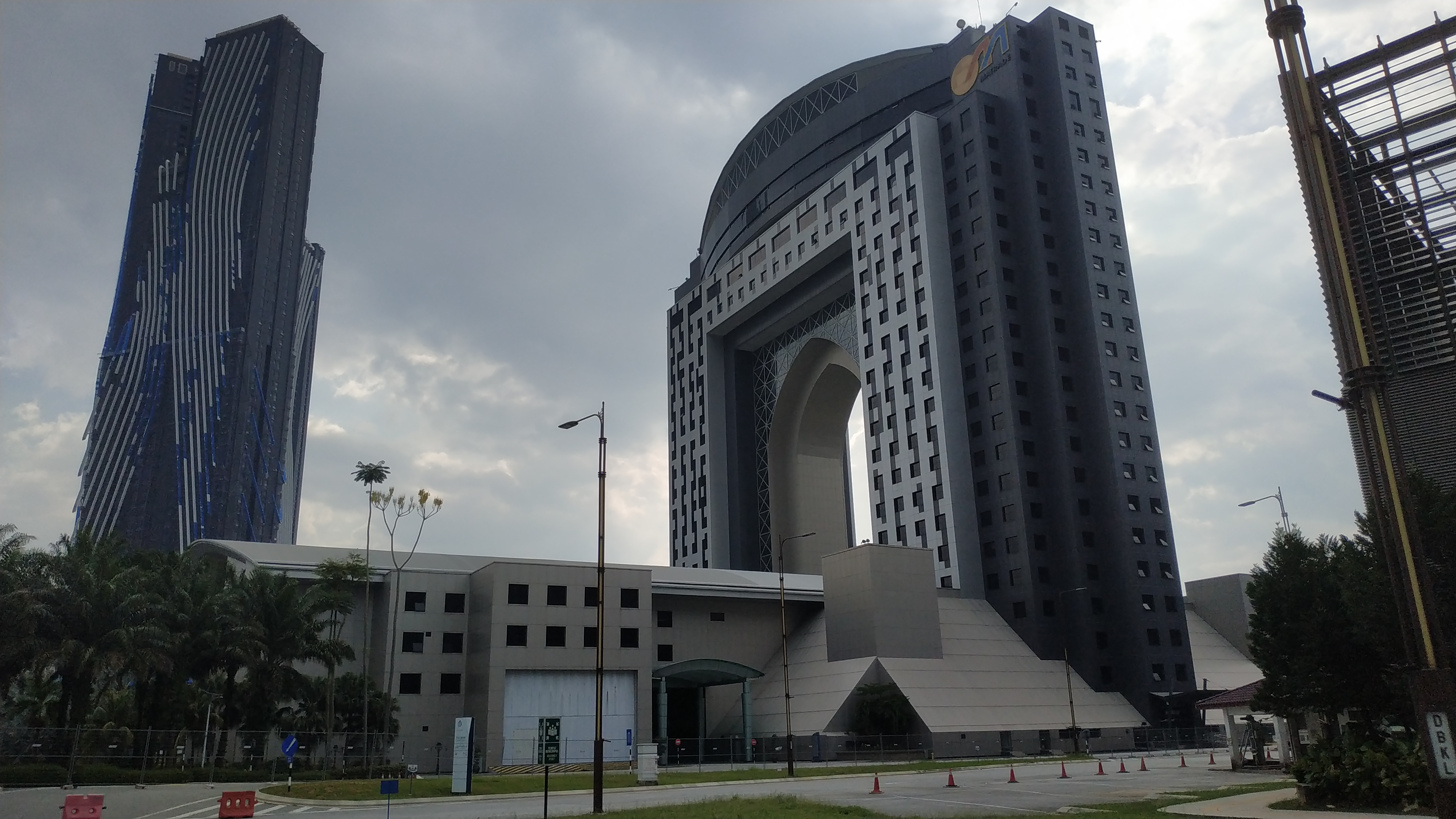
位於泗岩沫的馬來西亞對外貿易發展局（MATRADE）總部

泗岩沫，是馬來西亞首都吉隆坡轄下的一個行政區暨國會選區，位於吉隆坡的西北部，距離吉隆坡市中心約9公里，南接班底谷（Lembah Pantai），北部與甲洞及峇都相領，西邊則為吉隆坡市中心接壤。泗岩沫是一個高端住宅區與傳統馬來鄉村並存的行政區，區內擁有社會上流階級、國際外派人士聚集的滿家樂、金地花園（Sri Hartamas）、白沙羅高原（Bukit Damansara），也有如泗岩沫大街的傳統華人社區及數個馬來保留地，如泗岩沫達南（Segambut Dalam）、甘榜白沙泗岩沫（Kampung Pasir Segambut）、甘榜雙溪本查拉（Kampung Sungai Penchala）等。马来西亚國家王宮於2011年11月15日從吉隆坡市中心賽布特拉路（Jalan Syed Putra）上的舊國家王宮搬遷至此。1974年2月1日，泗岩沫與白沙羅、文良港、吉隆坡市區（KL Bandar）、新街場從雪蘭莪分割出來一同組成聯邦直轄區。

## 地理

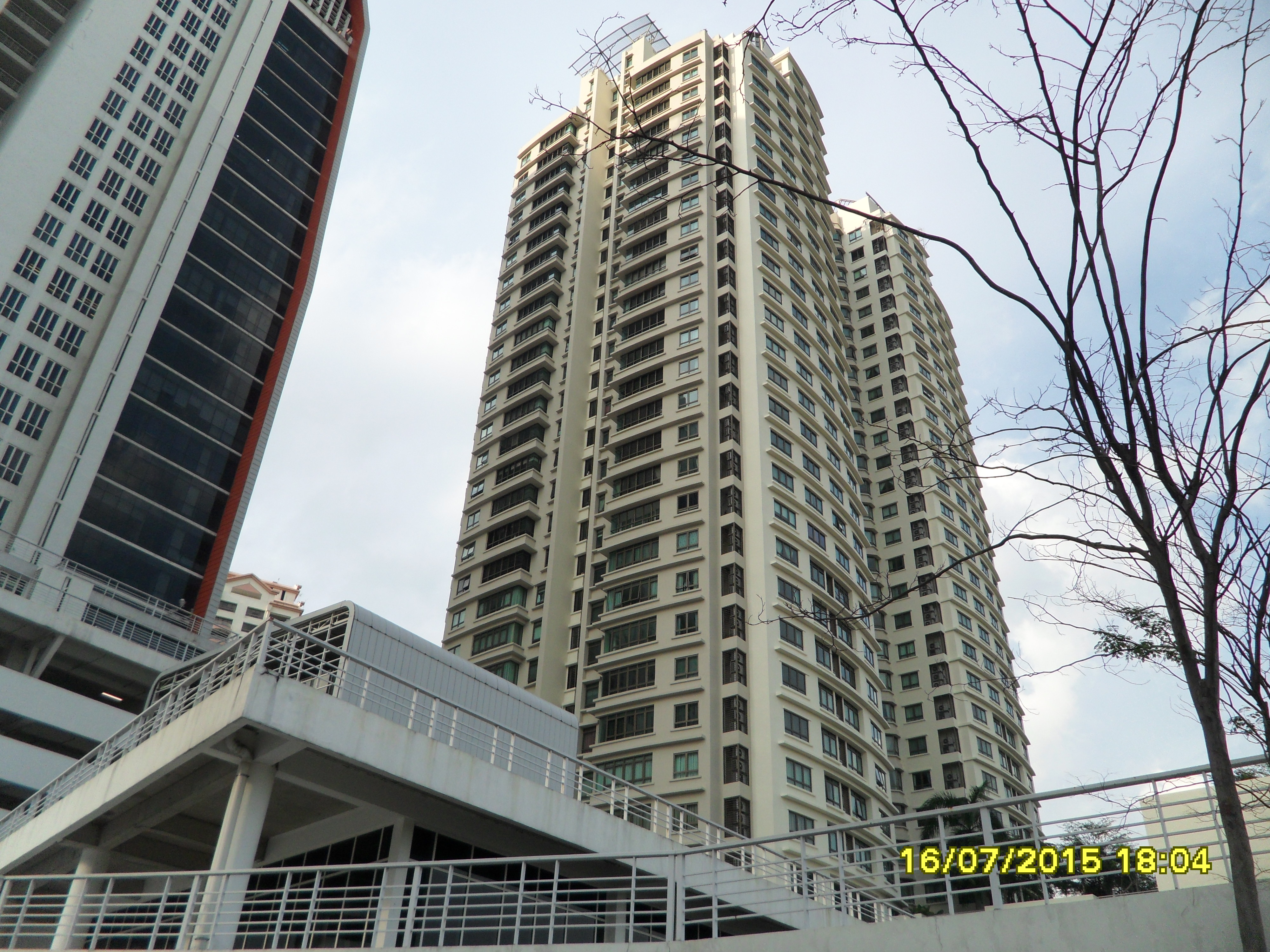
高檔公寓林立的滿家樂

泗岩沫位於吉隆坡西北隅，面積廣大，約有51平方公里，在沿著大使路（Jalan Duta）附近，擁有非常多國家機構分佈，如馬來西亞國家王宮、馬來西亞國會大廈、吉隆坡高等法庭、馬來西亞國家銀行。這裡長期以來，都是以務農為主要經濟活動，因其丘陵地形及熱帶雨林的阻隔，與吉隆坡市中心的往來並不密切，至20世紀末期，除了大使路一帶及泗岩沫大街，以及部分鄰近甲洞的區域為輕工業區以外，泗岩沫大部分區域為野草叢生無路可通的橡膠丘陵地，僅有部分傳統馬來鄉村分佈在其中，且隨處可見锌板屋、木板屋等傳統建築形式。
泗岩沫曾是峇都的一部分，至到1994年才被劃分為獨立的國會選區，且其管轄範圍持續擴大，目前已成為吉隆坡11個國會選區中，面積最大者。直到90年代，如滿家樂、金地花園一帶方才開始逐漸開發，形成高檔公寓、國際學校及商業機構林立的高檔社區，且部分地區長期佔據馬來西亞地價的前列。現階段，許多高檔住宅社區都是位處原本的馬來聚落，隨著這些新興社區的發展逐漸飽和，也開始向邊緣的馬來保留地帶擴展，在地產商的重新包裝下，並出現如滿家樂北城（Mont Kiara North）等區域，已搖身一變成為以高檔公寓為主的高端社區。

## 教育
因滿家樂及金地花園的蓬勃發展，泗岩沫一帶擁有多家私立學校及國際學校進駐以滿足區內眾多外籍人士的教育需求，如吉隆坡花園國際學校（Garden International School）、满家樂國際學校（Mont' Kiara International School）、吉隆坡法國學校（Lycée Français Kuala Lumpur）等。泗岩沫啟智華小是當地唯一一所華文小學，該校創立於1947年，校址位於泗岩沫路（Jalan Segambut），擁有超過2千位學生但校地僅1.3英畝，是吉隆坡最擁擠的華小之一。
| 学校编号 | 地区   | 中文名称 | 马來文名称       | 邮政 编码 | 位置 | 津贴 制度 | 学生 数量 | 坐标                                        |
| -------- | ------ | -------- | ---------------- | --------- | ---- | --------- | --------- | ------------------------------------------- |
| WBC0123  | 泗岩沫 | 启智华小 | SJK(C) Khai Chee | 51200     | 市区 | 全津      | 2059      | 3°11′09″N 101°40′12″E / 3.1857°N 101.6700°E |

## 商業活動
泗岩沫的商業活動主要集中在滿家樂、金地花園和泗岩沫大街一帶，主要以社區型的中小型購物中心為主，以服務當地民眾滿家樂廣場（Plaza Mont' Kiara）、滿家樂163（Kiara 163）、1MK商場（1 Mont Kiara）及金地花園購物中心（Hartamas Shopping Centre）。

## 交通

### 道路
駕駛汽車為泗岩沫通往其他的主要交通方式，區內有有多條高速公路與巴生谷流域其他地方連接：新巴生河流域大道（NKVE）、南北大道（PLUS）、大使路－淡江大道（DUKE）與 西部疏散大道（SPRINT）、白沙羅－蒲種大道（LDP）。

### 鐵路

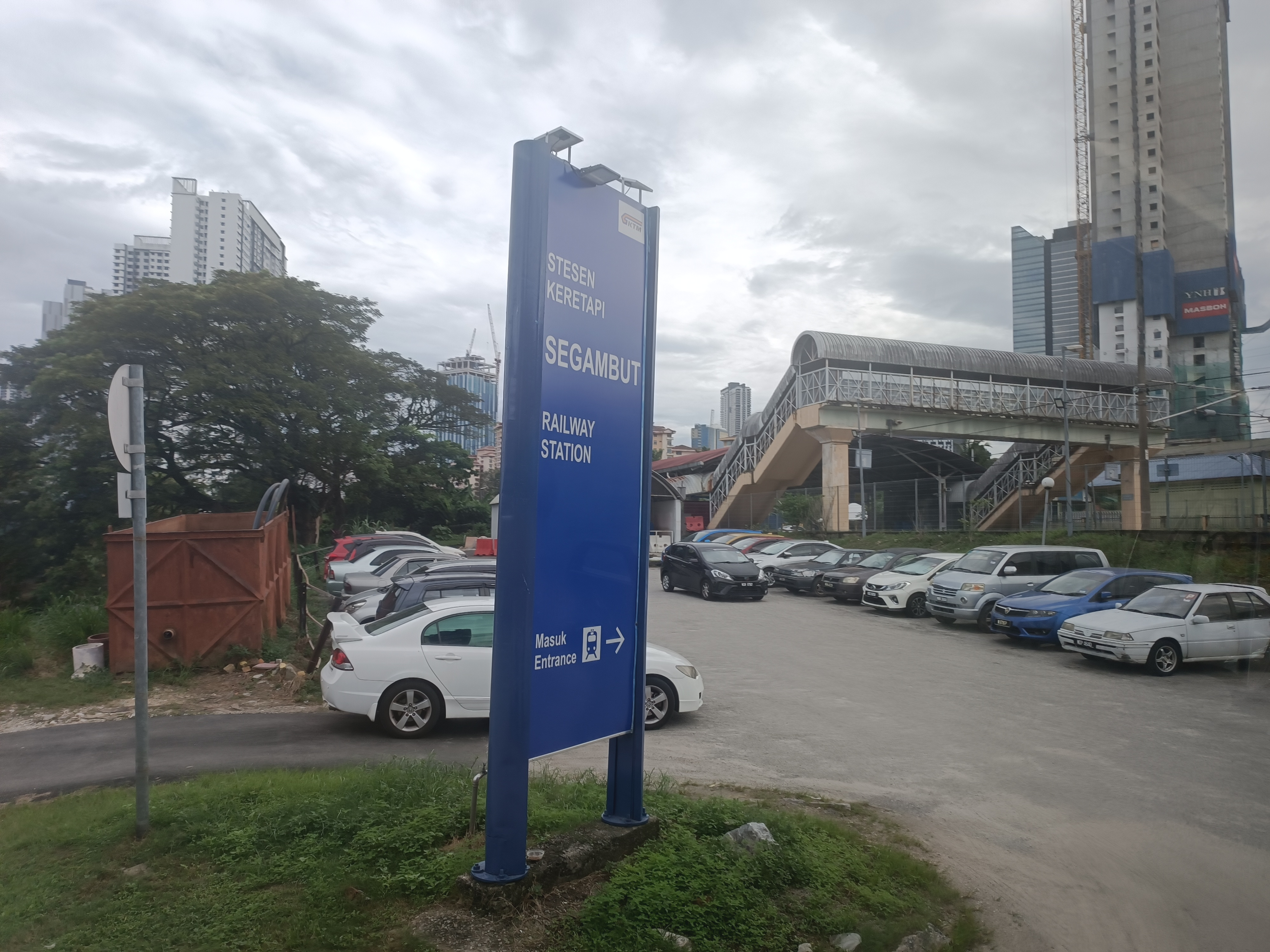
泗岩沫站

相較於吉隆坡市區的其他地區，泗岩沫的公共交通設施尚不發達，最早為泗岩沫一帶居民提供鐵路服務的為馬來亞鐵路旗下的2 巴生港线 KA05 泗岩沫站。2016年12月16日開通的9 加影线也在泗岩沫一帶設立數站，以服務當地居民。士曼丹站也备有接驳巴士来往泗岩沫站。
| 車站編號 | 車站名称       | 原文名                 | 车站服务   |
| -------- | -------------- | ---------------------- | ---------- |
| KA05     | 泗岩沫站       | Segambut               | 2 巴生港线 |
| KG10     | 敦依斯邁花園站 | Taman Tun Dr Ismail    | 9 加影线   |
| KG13     | 白沙羅市中心站 | Pusat Bandar Damansara | 9 加影线   |
| KG14     | 士曼丹站       | Semantan               | 9 加影线   |